# Шовкра
Шо́вкра — село в Лакському районі Дагестану (Росія). Розташоване в самому центрі Лакського району, на відстані 3 км до села Кумух. Центр Шовкринського сільського поселення.
Школа в селі була відкрита ще в 1912 році. Саме в Шовкрі організували перший в Казі-Кумухській окрузі колгосп. Червонопартизанський білет номер 1 (виданий 2 грудня 1918 року) мав шовкринець Гасаналієв Махмуд. Головний хірург (майор) воєнно-польового шпиталю — шовкринець Кавкаєв Ібрагім, за період своєї служби разом зі своєю бригадою помічників зробив 29 000 операцій.
Шовкра — село чоботярів. Тутешні майстри славились далеко за межі села. В 1930-ті роки мешканець села Учуєв Нематуллаг шив чоботи для Сталіна.
1886 року тут було 182 двори. В 1914 році в селі мешкало 340 осіб. В 1929 році було 177 дворів та 679 мешканців.